# Peterswald-Löffelscheid

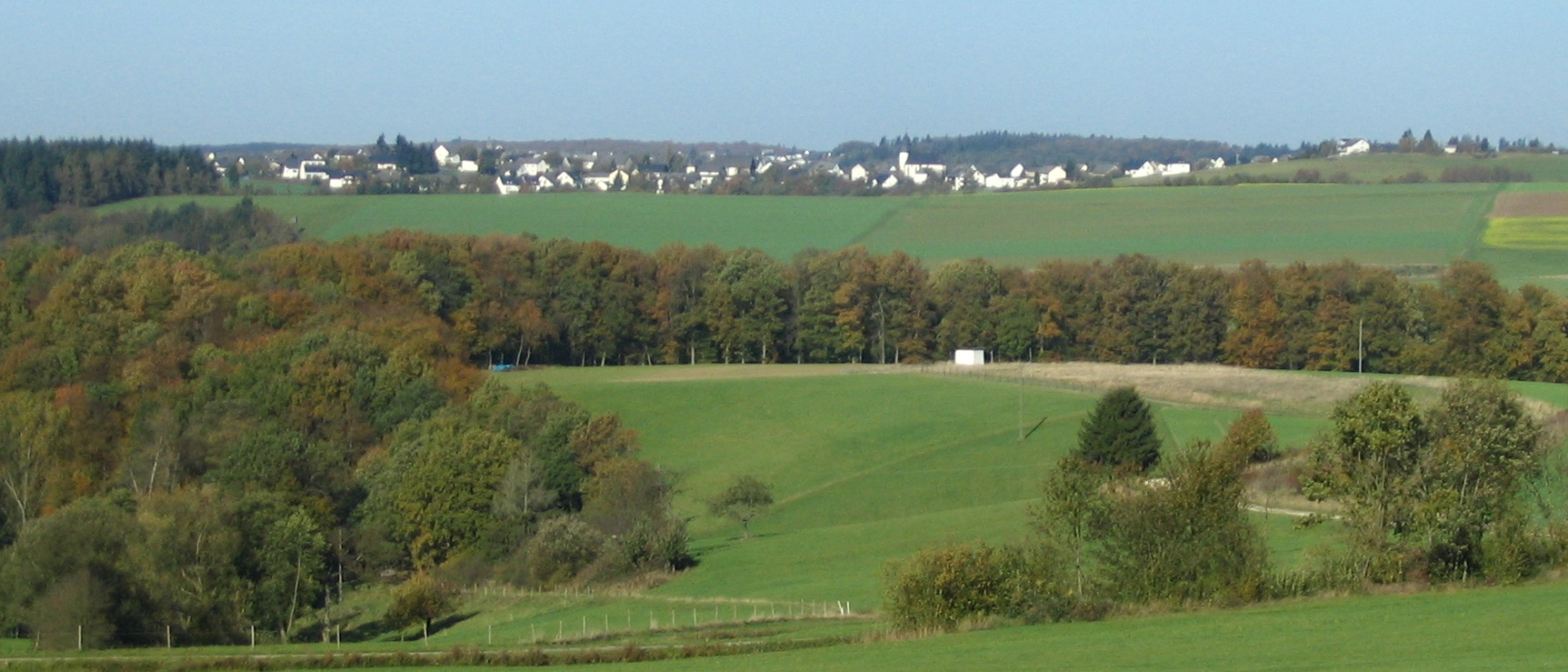
Ortsteil Peterswald

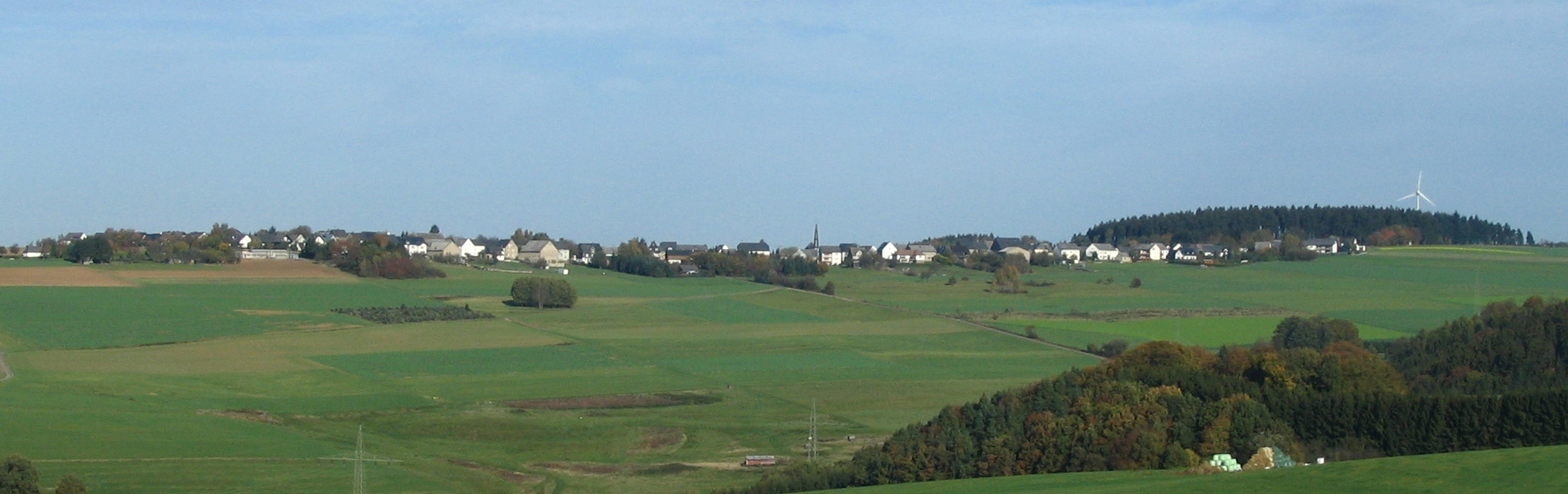
Ortsteil Löffelscheid

Peterswald-Löffelscheid ist eine Ortsgemeinde im Landkreis Cochem-Zell in Rheinland-Pfalz. Sie gehört der Verbandsgemeinde Zell (Mosel) an.

## Geographie
Die beiden Orte Peterswald und Löffelscheid liegen ca. 8 km ostsüdöstlich von Zell an der Mosel im Hunsrück. Zum Ortsteil Löffelscheid gehört auch der Wohnplatz Brühlhof.

## Sprachdialekt
In Peterswald wird Hunsrückisch gesprochen.

## Geschichte
Erste urkundliche Erwähnung im Jahre 1233 als Silva s. Petri. Später auch Petrusdorf genannt. Beide zählten zum „Dreiherrischen Territorium“. Wie im Beltheimer Gericht teilten sich Kurtrier, Sponheim und Braunshorn (später Winneburg und Metternich) die Landesherrschaft. 1790 wurde die Herrschaft Peterswald mit den Dörfern Peterswald und Löffelscheid dem Grafen von Metternich zugeteilt. Ab 1794 standen die Orte unter französischer Herrschaft. 1815 wurden sie auf dem Wiener Kongress dem Königreich Preußen zugeordnet. Seit 1946 sind sie Teil des damals neu gebildeten Landes Rheinland-Pfalz. Am 7. November 1970 erfolgte der Zusammenschluss der beiden Gemeinden zu Peterswald-Löffelscheid.
Statistik zur Einwohnerentwicklung
Die Entwicklung der Einwohnerzahl bezogen auf die heutige Gemeinde Peterswald-Löffelscheid; die Werte von 1871 bis 1987 beruhen auf Volkszählungen:
| Jahr | Einwohner |
| 1815 | 805       |
| 1835 | 1.015     |
| 1871 | 1.004     |
| 1905 | 773       |
| 1939 | 632       |

| Jahr | Einwohner |
| 1950 | 640       |
| 1961 | 599       |
| 1970 | 542       |
| 1987 | 486       |
| 2005 | 777       |

## Politik

### Gemeinderat
Der Gemeinderat in Peterswald-Löffelscheid besteht aus zwölf Ratsmitgliedern, die bei der Kommunalwahl am 9. Juni 2024 in einer Mehrheitswahl gewählt wurden, und der ehrenamtlichen Ortsbürgermeisterin als Vorsitzender.

### Bürgermeister
Claudia Jakobs wurde am 15. Juli 2024 Ortsbürgermeisterin von Peterswald-Löffelscheid. Bei der Direktwahl am 9. Juni 2024 war sie als einzige Bewerberin mit einem Stimmenanteil von 82,1 % für fünf Jahre gewählt worden.
Der Vorgänger von Claudia Jakobs war Kurt Mähser. Zuletzt bei der Direktwahl am 26. Mai 2019 wurde er mit einem Stimmenanteil von 69,43 % in seinem Amt bestätigt.

## Kirche in Löffelscheid

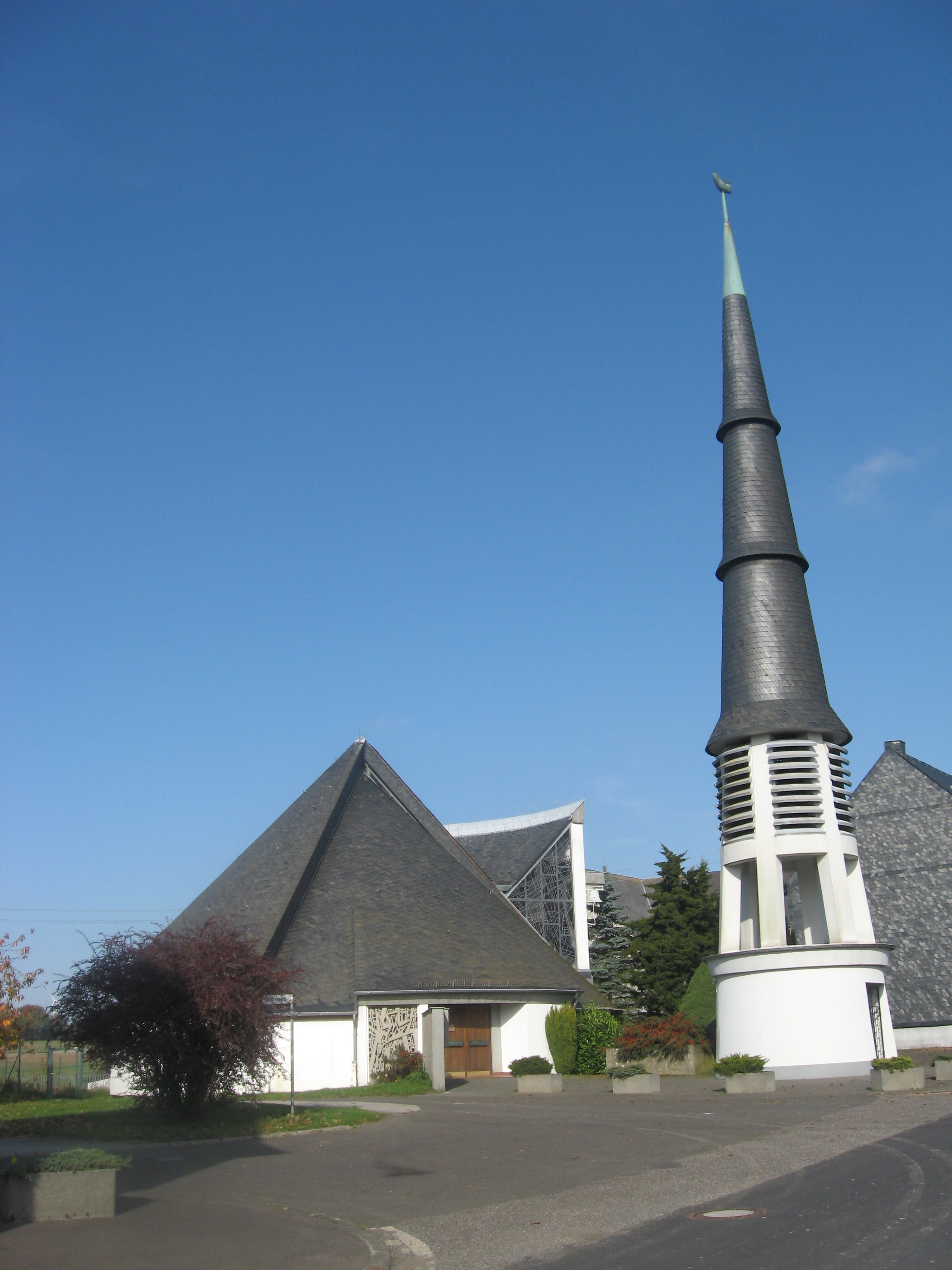
Kirche Löffelscheid

Die festliche Einweihung der neuen Filialkirche in Löffelscheid „Maria Heimsuchung“ fand am 5. Juli 1964 statt. Patronin ist die Mutter Gottes („Maria Heimsuchung“), zweiter Patron ist der Heilige Nikolaus. Die Kirche ist ein Rundbau (zwei Kegel wurden ineinandergeschoben). Der Architekt war Bruno Schönhagen, Koblenz. Die hochragende Wand versinnbildlicht mit dem alten Altarbild (Heilige Dreifaltigkeit), die Mutter Gottes, die Heiligen und Christus im Tabernakel. Der kleinere Kegel „trägt“ das Heil – die Eucharistie – den Altar – die Beichtkapelle. Die Kirchendecke umschließt einen wie der schützende Mantel der Muttergottes. Die Kirchenbänke schließen sich halbkreisförmig um den Altar.
Der Altar ist ein einfacher Tisch aus rotem Sandstein. Der Glockenturm ist nicht direkt an der Kirche angebaut und hat eine Höhe von 28 Metern.

## Kirche in Peterswald
Die heutige Kirche von Peterswald wurde in den Jahren 1765 bis 1766 erbaut. Die mitten im Ort gelegene Kirche ist ein Saalbau mit abgesetztem Chor. Der ehemalige Westgiebel erhielt 1923 durch einen Turmbau die heutige Front. Besonderheiten des Glockenturms sind die Schallöffnungen zu allen Seiten, eine geschweifte Spitze und ein Kreuz. Die Wandgemälde des sehr alten Altars zeigen drei Verhaftungen Jesu und die Unterrichtung von fünf Jüngern. Sehenswert ist eine alte Bronzeglocke aus dem Jahr 1463. Die Kirchenpatronen sind „Peter und Paul“.

## Verkehr
Peterswald-Löffelscheid ist durch die Buslinie 761 des Verkehrsverbundes Rhein-Mosel mit Blankenrath verbunden, außerdem bedienen die Linien 321 und 669 des VRM den Ort.
Nur 5 km südwestlich von Peterswald-Löffelscheid liegt Hahn. Der Ortsteil Löffelscheid liegt im Schallschutzbereich des Flughafens Frankfurt-Hahn, ist mithin einer gewissen Lärmbelastung ausgesetzt.